# 霍罗希夫区 (沃伦州)

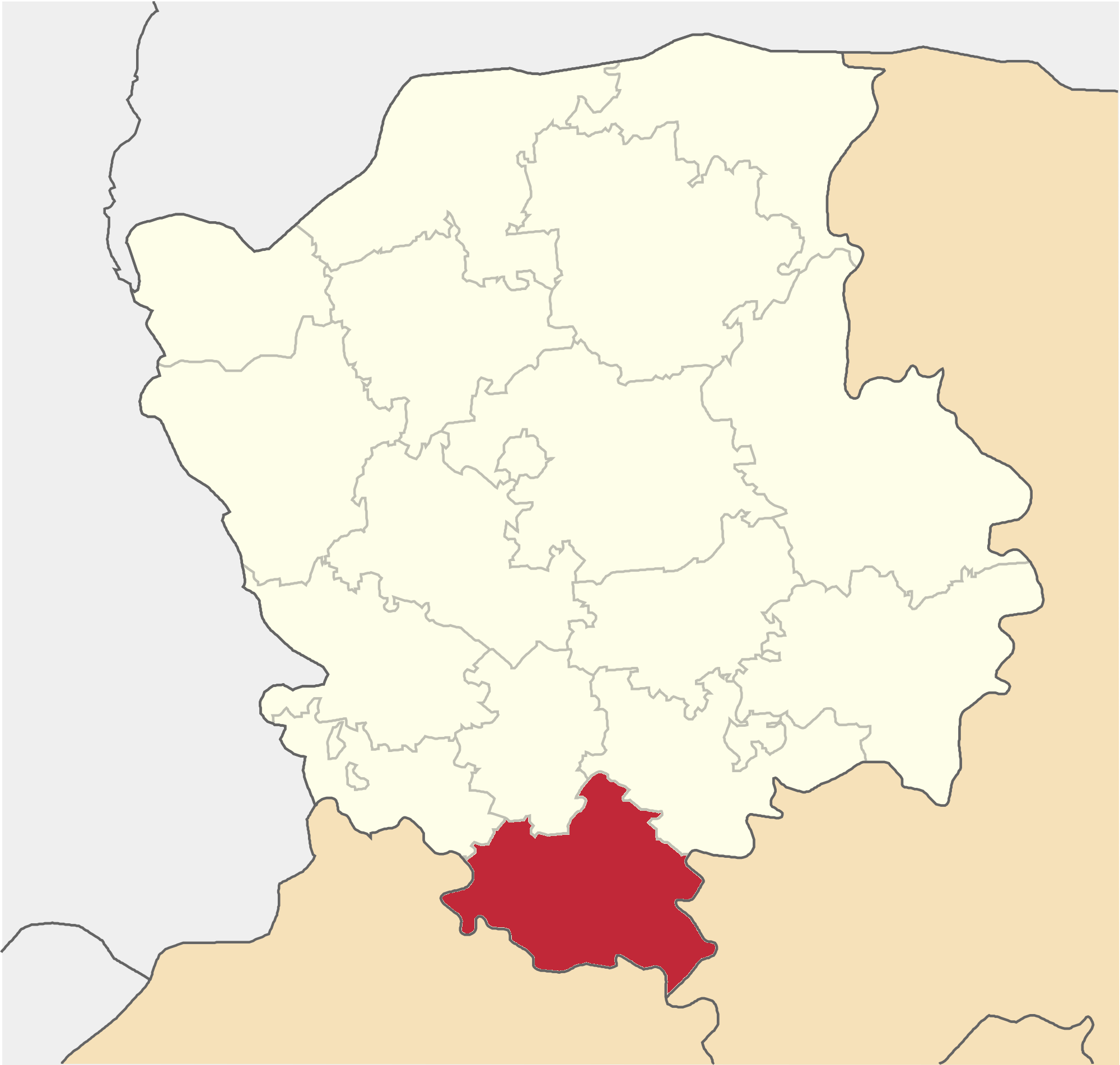
撤销前霍罗希夫區在沃倫州的位置

霍罗希夫区（烏克蘭語：Горохівський район），又按俄语名译为戈羅霍夫區，曾是烏克蘭西部沃倫州的一個區，行政中心設於霍罗希夫，面積1,122平方公里，2015年人口52,111，人口密度每平方公里46.44人。
该区在2020年7月18日的乌克兰行政区划改革中被撤销，改革后沃伦州下分为4个区，霍罗希夫區合并至盧茨克區。